# Contour (Kamera)
Contour, früher als VholdR bekannt, war ein Hersteller von Videokameras und Tools für Erlebnisberichte.

## Geschichte
Die ersten Pläne entwickelten sich 2003 aus einem Geschäftsplan-Wettbewerb, für den zwei skibegeisterte Studenten der University of Washington, Marc Barros und Jason Green, eine einfache Helmkamera zum Aufzeichnen ihrer Skiabfahrten entwickelten. Sie wollte die Videos mit ihren Freunden und Familien teilen, aber das war damals kaum möglich: Die kalten und schneebedeckten Pisten waren eine zu belastende Umgebung für bisherige Video-Camcorder. Außerdem war es nicht möglich mit Skistöcken in den Händen eine Kamera zu halten, während man einen steilen Hang hinunterrast.
Da sie bei dem Geschäftsplan-Wettbewerb den dritten Platz belegt und genug Geld für ihr Startkapital gewonnen hatten, begannen die beiden Freunde mit dem Bau und dem Verkauf ihres ursprünglichen Produkts, der Twenty20-Helmkamera, in einer kalten Lagerhalle außerhalb von Seattle, Washington. Im Laufe der Jahre hat Contour eine Reihe von Innovationen entwickelt, die es Outdoor-Enthusiasten erleichterten ihre Erlebnisse zu dokumentieren.

## Modelle
- Twenty20 Helmkamera V1: Die erste Helmkamera mit CMOS-Sensor und die erste Kamera, die von einer 9-Volt-Batterie für einen Betrieb  von bis zu 16 Stunden mit Strom versorgt wird (alle zu diesem Zeitpunkt konkurrierenden Kameras auf dem Markt benötigten vier bis acht AA-Batterien).
- Twenty20 Helmkamera V2: Ein völlig neuer CMOS-Bildsensor mit nur einem Kabelstrang wurde eingeführt; es gab also lediglich eine Ein-/Austaste und ein Kabel, das vom Objektiv zum Camcorder führte.
- VholdR: Das Unternehmen führte den ersten tragbaren Shoot-and-Share-Camcorder ein. Die mehrfach ausgezeichnete VholdR (CES Innovations Award 2008 und Business Week IDEA Bronze-Medaille 2008) führte die Aufzeichnung auf microSD-Speicherkarte, eine charakteristische einzige Aufnahmetaste, Ausrichtungs-Laser, eine Click-to-Share-Funktion sowie eine internationale Online-Community für Abenteuersport ein.
- ContourHD: Mit ihr kam 2009 die erste HD-Aktion-Videokamera (1080p) ein. Die Videoaufzeichnung in High Definition, der Platz für 8 Stunden HD-Video auf einer einzigen Speicherkarte, die Videoaufzeichnung mit einem Weitwinkelobjektiv und der Einsatz von Software zum Austausch von HD-Videos war erneut marktführend.
- ContourGPS: Contour ist erneut Vorreiter auf dem Markt für Aktionkameras und führt die ContourGPS Kamera ein, die erste Aktion-Videokamera, die während der HD-Videoaufzeichnung (1080p) GPS-Daten in Echtzeit erfasst. Als Ergänzung zu dieser neuen GPS-Kamera eröffnet Contour eine einzigartige, ortsbezogene Video-Community, über die Benutzer ihre Berichte austauschen, Erlebnisse verfolgen und neue Orte entdecken können.
- Contour+: Contour führt den nächsten Fortschritt in Sachen Videokamera. Erweitertes Sichtfeld, Mikrofoneingang, Live HDMI-Streaming und integriertem Bluetooth sind nur ein paar Features der Contour+. Durch das Bluetooth-Funkmodul lässt sich der Camcorder mit dem Smartphone verbinden, der Bildschirm des Smartphones bot dann ein Blick auf die Aufnahme in Echtzeit.
- ContourROAM: Die erste wasserdichte Kamera des Unternehmens, die auch über einen Super-Weitwinkel und ein 170-Grad schwenkbares Objektiv verfügt, welches Kunden mühelos ihre Abenteuer dokumentieren lässt. Die ContourROAM besitzt dazu noch einen Record-Switch-Schalter, der ermöglicht Benutzern die sofortige Aufnahme so gibt es keine Frage, ob die Kamera aufnimmt oder nicht.
- Contour ROAM 2: Sie ist eine optimierte Version der Contour ROAM. Es handelt sich dabei immer noch um die am einfachsten zu bedienende Kamera am Markt, dank der integrierten Sofortaufnahmefunktion. Darüber hinaus ist die Kamera in zwei zusätzlichen Farben erhältlich: rot und blau. Die Bildrate wurde bei 720p auf 60 Bilder pro Sekunde erhöht.
- Contour+2:  Sie kommt mit einer HD-Auflösung von 1.920 × 1.080 Pixeln und ermöglicht bei geringerer Auflösung (854 × 480 Pixel) die Aufnahme mit bis zu 120 Bilder in der Sekunde. Sie hat einen USB 2.0- sowie ein Mini-HDMI-Port als Anschlussmöglichkeit und ein verbessertes 270-Grad schwenkbares Objektiv.

## Schließung der Firma
Im August 2013 stellte Contour überraschend seine Geschäftstätigkeit ohne Angabe von Gründen ein. Laut pc-magazin.de berichteten Mitarbeiter der Firma, dass sie eines Tages vor verschlossenen Türen standen. Die Website der Firma ist ebenfalls offline. Käufer der Kameras erhalten keinen Support mehr, ebenso wenig gibt es auf aktuellen Betriebssystemen lauffähige Software zur Steuerung und Einstellung der Kameras. Die Geräte sind somit über Nacht weitgehend wertlos geworden.